# NGC 7081
NGC 7081 (другие обозначения — PGC 66891, UGC 11759, MCG 0-54-30, ZWG 375.49, KAZ 526, IRAS21288+0216) — спиральная галактика (Sb) в созвездии Водолей.
Этот объект входит в число перечисленных в оригинальной редакции «Нового общего каталога».